# Grand Prix Formule 1 van Nederland 2023
De Grand Prix Formule 1 van Nederland 2023 werd verreden op 27 augustus op het Circuit van Zandvoort. Het was de dertiende race van het seizoen.

## Vrije trainingen

### Uitslagen
- Enkel de top vijf wordt weergegeven.

| Vrije training 1 | Pos. | Nr. | Coureur         | Constructeur               | Tijd     |
| ---------------- | ---- | --- | --------------- | -------------------------- | -------- |
| Vrije training 1 | 1    | 1   | Max Verstappen  | Red Bull Racing-Honda RBPT | 1:11.852 |
| Vrije training 1 | 2    | 14  | Fernando Alonso | Aston Martin-Mercedes      | 1:12.130 |
| Vrije training 1 | 3    | 44  | Lewis Hamilton  | Mercedes                   | 1:12.225 |
| Vrije training 1 | 4    | 11  | Sergio Pérez    | Red Bull Racing-Honda RBPT | 1:12.323 |
| Vrije training 1 | 5    | 23  | Alexander Albon | Williams-Mercedes          | 1:12.447 |
| Vrije training 2 | Pos. | Nr. | Coureur         | Constructeur               | Tijd     |
| Vrije training 2 | 1    | 4   | Lando Norris    | McLaren-Mercedes           | 1:11.330 |
| Vrije training 2 | 2    | 1   | Max Verstappen  | Red Bull Racing-Honda RBPT | 1:11.353 |
| Vrije training 2 | 3    | 23  | Alexander Albon | Williams-Mercedes          | 1:11.599 |
| Vrije training 2 | 4    | 44  | Lewis Hamilton  | Mercedes                   | 1:11.638 |
| Vrije training 2 | 5    | 22  | Yuki Tsunoda    | AlphaTauri-Honda RBPT      | 1:11.720 |
| Vrije training 3 | Pos. | Nr. | Coureur         | Constructeur               | Tijd     |
| Vrije training 3 | 1    | 1   | Max Verstappen  | Red Bull Racing-Honda RBPT | 1:21.631 |
| Vrije training 3 | 2    | 63  | George Russell  | Mercedes                   | 1:22.010 |
| Vrije training 3 | 3    | 11  | Sergio Pérez    | Red Bull Racing-Honda RBPT | 1:22.631 |
| Vrije training 3 | 4    | 14  | Fernando Alonso | Aston Martin-Mercedes      | 1:22.634 |
| Vrije training 3 | 5    | 44  | Lewis Hamilton  | Mercedes                   | 1:22.723 |

Testcoureur in vrije training 1:

 Robert Shwartzman (Ferrari) reed in plaats van Carlos Sainz jr. en eindigde met een tijd van 1:14.803 op de negentiende plaats.
Reservecoureur:

Tijdens de tweede vrije training reed Daniel Ricciardo in de Hugenholtzbocht tegen de Tecpro-muur en brak daarbij het middenhandsbeentje van zijn linkerhand. De Nieuw-Zeelander Liam Lawson (reservecoureur van Red Bull) verving Ricciardo vanaf de derde vrije training.

## Kwalificatie
Max Verstappen behaalde de achtentwintigste pole position in zijn carrière.
| Pos.                   | Nr. | Coureur          | Constructeur               | Kwalificatietijden | Kwalificatietijden | Kwalificatietijden | Grid   |
| Pos.                   | Nr. | Coureur          | Constructeur               | Q1                 | Q2                 | Q3                 | Grid   |
| ---------------------- | --- | ---------------- | -------------------------- | ------------------ | ------------------ | ------------------ | ------ |
| 1                      | 1   | Max Verstappen   | Red Bull Racing-Honda RBPT | 1:20.965           | 1:18.856           | 1:10.567           | 1      |
| 2                      | 4   | Lando Norris     | McLaren-Mercedes           | 1:21.276           | 1:19.769           | 1:11.104           | 2      |
| 3                      | 63  | George Russell   | Mercedes                   | 1:21.345           | 1:19.620           | 1:11.294           | 3      |
| 4                      | 23  | Alexander Albon  | Williams-Mercedes          | 1:20.939           | 1:19.399           | 1:11.419           | 4      |
| 5                      | 14  | Fernando Alonso  | Aston Martin-Mercedes      | 1:21.840           | 1:19.429           | 1:11.506           | 5      |
| 6                      | 55  | Carlos Sainz jr. | Ferrari                    | 1:21.321           | 1:19.929           | 1:11.754           | 6      |
| 7                      | 11  | Sergio Pérez     | Red Bull Racing-Honda RBPT | 1:21.972           | 1:19.856           | 1:11.880           | 7      |
| 8                      | 81  | Oscar Piastri    | McLaren-Mercedes           | 1:21.231           | 1:19.392           | 1:11.938           | 8      |
| 9                      | 16  | Charles Leclerc  | Ferrari                    | 1:22.019           | 1:19.600           | 1:12.665           | 9      |
| 10                     | 2   | Logan Sargeant   | Williams-Mercedes          | 1:22.036           | 1:20.067           | 1:16.748           | 10     |
| 11                     | 18  | Lance Stroll     | Aston Martin-Mercedes      | 1:21.570           | 1:20.121           |                    | 11     |
| 12                     | 10  | Pierre Gasly     | Alpine-Renault             | 1:21.735           | 1:20.128           |                    | 12     |
| 13                     | 44  | Lewis Hamilton   | Mercedes                   | 1:21.919           | 1:20.151           |                    | 13     |
| 14                     | 22  | Yuki Tsunoda     | AlphaTauri-Honda RBPT      | 1:21.781           | 1:20.230           |                    | 17 *1  |
| 15                     | 27  | Nico Hülkenberg  | Haas-Ferrari               | 1:21.891           | 1:20.250           |                    | 14     |
| 16                     | 24  | Zhou Guanyu      | Alfa Romeo-Ferrari         | 1:22.067           |                    |                    | 15     |
| 17                     | 31  | Esteban Ocon     | Alpine-Renault             | 1:22.110           |                    |                    | 16     |
| 18                     | 20  | Kevin Magnussen  | Haas-Ferrari               | 1:22.192           |                    |                    | Pit *2 |
| 19                     | 77  | Valtteri Bottas  | Alfa Romeo-Ferrari         | 1:22.260           |                    |                    | 18     |
| 20                     | 40  | Liam Lawson      | AlphaTauri-Honda RBPT      | 1:23.420           |                    |                    | 19     |
| Q1 107% tijd: 1:26.604 |     |                  |                            |                    |                    |                    |        |

*1 Yuki Tsunoda kreeg een gridstraf van drie plaatsen omdat hij Lewis Hamilton hinderde tijdens de tweede kwalificatiesessie.

*2 Kevin Magnussen moest vanuit de pit starten, omdat er aan zijn wagen is gewerkt onder Parc fermé condities.

## Wedstrijd
Max Verstappen behaalde de zesenveertigste Grand Prix-overwinning in zijn carrière en evenaarde het record van Sebastian Vettel van meeste (9) achtereenvolgende overwinningen.
| Pos.               | Nr. | Coureur          | Constructeur               | Rondes | Tijd / Oorzaak Uitval | Grid | Punten |
| ------------------ | --- | ---------------- | -------------------------- | ------ | --------------------- | ---- | ------ |
| 1                  | 1   | Max Verstappen   | Red Bull Racing-Honda RBPT | 72     | 2:24:04.411           | 1    | 25     |
| 2                  | 14  | Fernando Alonso  | Aston Martin-Mercedes      | 72     | +3.744                | 5    | 19 S   |
| 3                  | 10  | Pierre Gasly     | Alpine-Renault             | 72     | +7.058                | 12   | 15     |
| 4                  | 11  | Sergio Pérez     | Red Bull Racing-Honda RBPT | 72     | +10.068 *1            | 7    | 12     |
| 5                  | 55  | Carlos Sainz jr. | Ferrari                    | 72     | +12.541               | 6    | 10     |
| 6                  | 44  | Lewis Hamilton   | Mercedes                   | 72     | +13.209               | 13   | 8      |
| 7                  | 4   | Lando Norris     | McLaren-Mercedes           | 72     | +13.232               | 2    | 6      |
| 8                  | 23  | Alexander Albon  | Williams-Mercedes          | 72     | +15.155               | 4    | 4      |
| 9                  | 81  | Oscar Piastri    | McLaren-Mercedes           | 72     | +16.580               | 8    | 2      |
| 10                 | 31  | Esteban Ocon     | Alpine-Renault             | 72     | +18.346               | 16   | 1      |
| 11                 | 18  | Lance Stroll     | Aston Martin-Mercedes      | 72     | +20.087               | 11   |        |
| 12                 | 27  | Nico Hülkenberg  | Haas-Ferrari               | 72     | +20.840               | 14   |        |
| 13                 | 40  | Liam Lawson      | AlphaTauri-Honda RBPT      | 72     | +26.147               | 19   |        |
| 14                 | 77  | Valtteri Bottas  | Alfa Romeo-Ferrari         | 72     | +27.388               | 18   |        |
| 15                 | 22  | Yuki Tsunoda     | AlphaTauri-Honda RBPT      | 72     | +29.893 *2            | 17   |        |
| 16                 | 20  | Kevin Magnussen  | Haas-Ferrari               | 72     | +31.410 *3            | Pit  |        |
| 17                 | 63  | George Russell   | Mercedes                   | 67     | +55.754               | 3    |        |
| DNF                | 24  | Zhou Guanyu      | Alfa Romeo-Ferrari         | 62     | Ongeluk               | 15   |        |
| DNF                | 16  | Charles Leclerc  | Ferrari                    | 41     | Vloerschade           | 9    |        |
| DNF                | 2   | Logan Sargeant   | Williams-Mercedes          | 14     | Ongeluk               | 10   |        |
| Bron: formula1.com |     |                  |                            |        |                       |      |        |

S Fernando Alonso reed voor de vierentwintigste keer in zijn carrière een snelste ronde en behaalde hiermee een extra punt.

*1 Sergio Pérez eindigde de wedstrijd als derde, maar kreeg een tijdstraf van vijf seconden voor het te snel rijden in de pitstraat.

*2 Yuki Tsunoda eindigde de wedstrijd als dertiende, maar kreeg een tijdstraf van vijf seconden voor het veroorzaken van een botsing.

*3 Kevin Magnussen eindigde de wedstrijd als vijftiende, maar kreeg na de race een tijdstraf van vijf seconden omdat hij een gat van meer dan 10 wagenlengtes liet vallen tijdens de safety car situatie.

## Tussenstanden wereldkampioenschap
Betreft tussenstanden voor het wereldkampioenschap na afloop van de race.

### Coureurs
| Pos. | Nr. | Coureur          | Constructeur               | Punten |
| ---- | --- | ---------------- | -------------------------- | ------ |
| 1    | 1   | Max Verstappen   | Red Bull Racing-Honda RBPT | 339    |
| 2    | 11  | Sergio Pérez     | Red Bull Racing-Honda RBPT | 201    |
| 3    | 14  | Fernando Alonso  | Aston Martin-Mercedes      | 168    |
| 4    | 44  | Lewis Hamilton   | Mercedes                   | 156    |
| 5    | 55  | Carlos Sainz jr. | Ferrari                    | 102    |
| 6    | 16  | Charles Leclerc  | Ferrari                    | 99     |
| 7    | 63  | George Russell   | Mercedes                   | 99     |
| 8    | 4   | Lando Norris     | McLaren-Mercedes           | 75     |
| 9    | 18  | Lance Stroll     | Aston Martin-Mercedes      | 47     |
| 10   | 31  | Pierre Gasly     | Alpine-Renault             | 37     |

### Constructeurs
| Pos. | Constructeur               | Punten |
| ---- | -------------------------- | ------ |
| 1    | Red Bull Racing-Honda RBPT | 540    |
| 2    | Mercedes                   | 255    |
| 3    | Aston Martin-Mercedes      | 215    |
| 4    | Ferrari                    | 201    |
| 5    | McLaren-Mercedes           | 111    |
| 6    | Alpine-Renault             | 73     |
| 7    | Williams-Mercedes          | 15     |
| 8    | Haas-Ferrari               | 11     |
| 9    | Alfa Romeo-Ferrari         | 9      |
| 10   | AlphaTauri-Honda RBPT      | 3      |